# Rolf Westman
Rolf Rainer Otto Robert Westman född 21 juni 1927 i Ekenäs, död 12 januari 2017 i Åbo, var en finländsk filolog, professor i grekiska och romerska litteraturen (med klassisk grekiska och latin) vid Åbo Akademi från 1958 till 1993.

## Verk
- Plutarch gegen Kolotes: Seine Schrift „Adversus Colotem“ als philosophiegeschichtliche Quelle (1955)
- Das Futurpartizip als Ausdrucksmittel bei Seneca (1961)